# Clara Moroni
Clara Elena Moroni, nota anche con lo pseudonimo di Cherry (Milano, 3 novembre 1964), è una cantautrice, compositrice e produttrice discografica italiana.
Attiva in Europa e in Giappone, nota anche per essere stata (dal 1996 al 2017) la corista di Vasco Rossi, che l'ha soprannominata la Ferrari del rock.. Come solista ha pubblicato 5 tra album ed EP. I primi due come Clara & Black Cars. Negli anni '80 e '90, ha composto e prodotto innumerevoli brani Eurobeat o Eurodance, sui quali ha prestato la voce, sia come corista che come voce principale. Tra le fondatrici di Sinclairestyle, Delta Records, collaborò con Asia Records e con la Time Records.

## Biografia
Clara Moroni nasce a Milano il 3 novembre 1964. Inizia come cantante in alcuni gruppi punk rock milanesi, influenzata dai Sex Pistols. Le prime esperienze nell'ambito dell'underground sono con The Arms, prima in veste di batterista e dopo come cantante. Vive per un semestre a Londra, dove assorbe nuove tendenze musicali. Tornata in Italia, inizia a lavorare in studi di registrazione milanesi come corista per gli Stadio, Loredana Bertè, Meccano, Mauro Pagani, e altri.
Durante le registrazioni dei cori dell'LP Carta del cielo di Alberto Fortis conosce Guido Elmi e da questo incontro nasce il progetto Clara & Black Cars e due album Chi ha paura di chi (1990) cui fa seguito Spiriti (1992), più orientato verso sonorità hard-rock. L'esperienza in studio come vocalist, la porta a collaborare come interprete e autrice con l'etichetta indipendente italiana Time, per la quale firma e canta alcuni brani.
Nel 1995 fonda l'etichetta discografica Delta, successivamente D.M.I., con la quale pubblica brani eurobeat riscuotendo successo sul mercato giapponese, dove il genere andava di moda.
Nello stesso periodo Guido Elmi la chiama per curare gli arrangiamenti vocali e i cori del disco di Vasco Rossi dal titolo Gli spari sopra. Collabora anche al successivo Nessun pericolo... per te, e dal 1996 è ufficialmente un membro della band. Nel 1997 va a vivere negli Stati Uniti, a San Francisco. Seguono registrazioni di studio e tour negli Stati Uniti e in Australia con vari gruppi, tra cui i californiani Pablo Cruise, che la tengono negli USA fino al 2000.
Nel gennaio 2004 pubblica l'album Ten worlds, disco completamente in lingua inglese con brani scritti dalla cantante nell'arco di dieci anni.

Nel 2010 pubblica con la sua band 2HOT4 l'album autoprodotto Bambina brava per la propria etichetta DMI. Il primo singolo è Io non piango più, cover di Who Knew di Pink.
Il 23 ottobre 2012 è uscito in versione digitale il nuovo EP (5 canzoni) dal titolo Sono quello che sono (parte 1) in cui è presente la cover di Vola di Ivano Fossati; al disco collabora Luigi Schiavone, autore, chitarrista e collaboratore storico di Enrico Ruggeri ed è prodotto da Lorenzo Cazzaniga (Skin, Baglioni, Nek). L'EP è stato anticipato dal singolo Sei in radio dal 14 settembre.. Il disco è poi uscito in versione CD il 29 gennaio 2013 distribuito ET-Team/TopRecords/Edel.
Il disco è stato seguito dal tour con la band Custodie Cautelari.

## Discografia parziale

### Album
- 1990 - Chi ha paura di chi (EMI Italiana, 7952071; inciso come Clara & Black Cars)
- 1992 - Spiriti (EMI Italiana; inciso come Clara & Black Cars)
- 2004 - Ten worlds (Ten, 1001; inciso come "Clara")
- 2010 - Bambina Brava (DMI/EMI)
- 2012 - Sono quello che sono (parte 1) (DMI/EMI/EDEL)
- 2018 - Unica (LOGO)